# 路济亚别墅

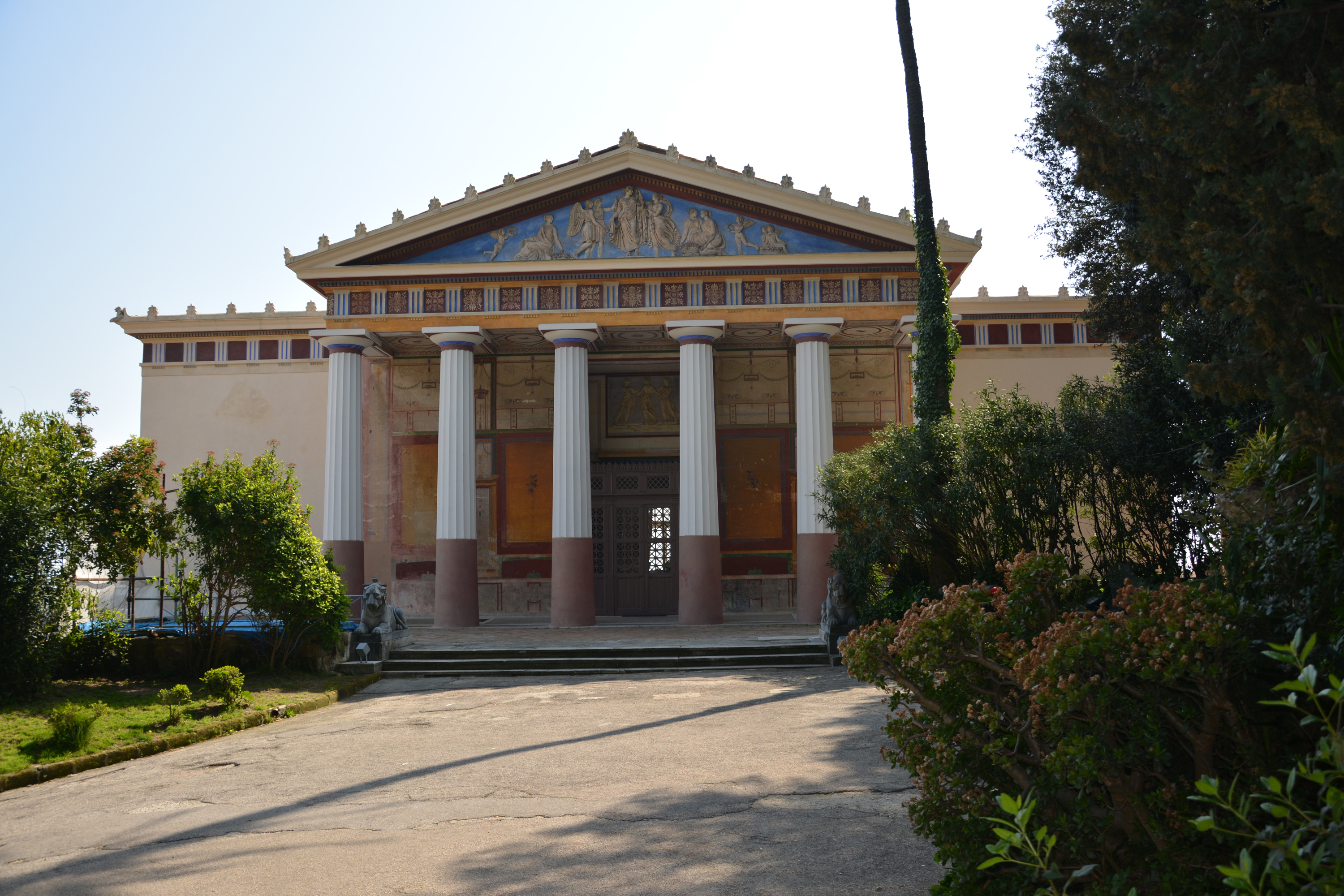

路济亚别墅（Villa Lucia）是一座新古典主义建筑，位于那不勒斯的沃梅罗区。
它位于弗洛里迪亚纳别墅（Villa Floridiana）公园旁边，在19世纪曾是其一部分，现在由一堵墙隔开。它俯瞰着基艾亚（Chiaia）的格里菲奥公园（parc Grifeo），其原来的主人格里菲奥王子, 也继承了这栋别墅。今天，前往别墅可以走开始于奇马罗萨街（Via Cimarosa）的一条小径，或经由 基艾亚缆车的上站。

## 历史
此处原是16世纪末本笃会神父祈祷的地方、17世纪中叶卢乔伊的度假小屋，于1807年被乔阿基诺一世的大臣朱塞佩·萨利塞蒂购买，在1809年已经由弗朗切斯科·马雷斯卡开设为优雅的咖啡馆，1816年由两西西里国王费迪南多一世收购，成为 弗洛里迪亚纳别墅的一部分。
约瑟夫·波拿巴执政期间，将托斯卡纳建筑师安东尼奥·尼科利尼召集至那不勒斯，改建这座建筑，完成了屋顶，在立面建造了多立克柱式的四柱门廊，赋予其希腊神庙的外观。这里举办舞会和社交晚会。为克服场地高度的急剧差异，它必须通过一座16米高的桥与公园的其余部分相连。它目前的名字源于国王最喜欢的弗洛里迪亚公爵夫人路济亚·米利亚乔（Lucia Migliaccio）。整个建筑群则称为弗洛里迪亚别墅。
1827年，公爵夫人去世后，她的继承人将建筑群分为三个部分。较小的部分，路济亚别墅，传给她的一个儿子，路易吉格里费奥伯爵，帕塔纳王子，托斯卡纳大公国的大臣。
路济亚别墅在20世纪成为知识分子和艺术家的聚会地点，如阿尔贝托·莫拉维亚、巴勃罗·聂鲁达和弗朗切斯科·罗西，并主办绘画或电影前卫艺术展。
许多意大利政界人士也经常光临别墅：乔治·阿门多拉、吉安卡洛·帕耶塔、毛里齐奥·瓦伦齐、彼得罗·英格拉、 乔治·纳波利塔诺。
马西莫·卡帕拉在他的回忆录中回忆了与意大利共产党总书记帕尔米罗·陶里亚蒂在路济亚别墅的海滨露台度过的晚上。

## 现状
路济亚别墅目前是一栋豪华公寓，1950年以前，此处曾用于举办艺术展览和社交活动。
2006年4月，TG4前总裁埃米利奥·费德之妻、业主戴安娜·德费奥（Diana De Feo）提供的信息称西尔维奥·贝卢斯科尼收购了别墅。
2008年4月，意大利总理贝卢斯科尼在访问那不勒斯期间，第三次证实他选择了卢西亚别墅。然而，戴安娜·德费奥否认了有关购买的传言，并指出，将采用无息贷款的形式，而不是出售。
2012年，这座历史建筑完成翻修工作。